# 5. kongres Komunistické strany Jugoslávie
5. kongres KPJ (Komunistické strany Jugoslávie) se konal v červenci 1948 v Bělehradě, nedlouho po roztržce mezi Titem a Kominformou. Ta zaslala vedení Komunistické strany Jugoslávie celkem několik dopisů, ve kterých byla strana ostře napadána. Cílem sjezdu bylo zajistit podporu vedení, neboť členstvo bylo stále ještě velmi prosovětsky naladěné. Na sjezdu získali představitelé jugoslávských komunistů podporu; vyjádření Informbyra byla shledána jako nepravdivá, ale komunisté se oficiálně zavázali učiniti vše proto, aby současný spor překonali. Zvoleno bylo také nové politbyro strany a Tito byl potvrzen ve funkci jejího předsedy. 